# Amphiprion frenatus
Amphiprion frenatus Brevoort, 1856, conosciuto comunemente come pesce pagliaccio pomodoro, è un pesce marino appartenente alla famiglia Pomacentridae.

## Distribuzione e habitat
Questa specie è diffusa nell'Indo-Pacifico, dalla Thailandia all'Indonesia, fino al Giappone meridionale. Abita le acque basse (fino a -12 m di profondità) delle barriere coralline.

## Descrizione
Questa specie presenta un corpo dal profilo ovaloide, piuttosto compresso ai fianchi, con ampie pinne tondeggianti. La livrea è semplice ma vivace, leggermente differente in base all'età dell'individuo: i giovani infatti presentano un fondo rosso vivo, a volte screziato di scuro, con una banda verticale bianco azzurra orlata di nero che, dalla fronte, scende oltre l'occhio, fino alla gola. Le pinne sono rosso arancio. Gli esemplari adulti presentano la medesima banda bianca sulla testa ma il corpo è tra il rosso mattone e il bordò scuro, con le pinne più chiare. 

Raggiunge una lunghezza massima di 14 cm.

## Biologia

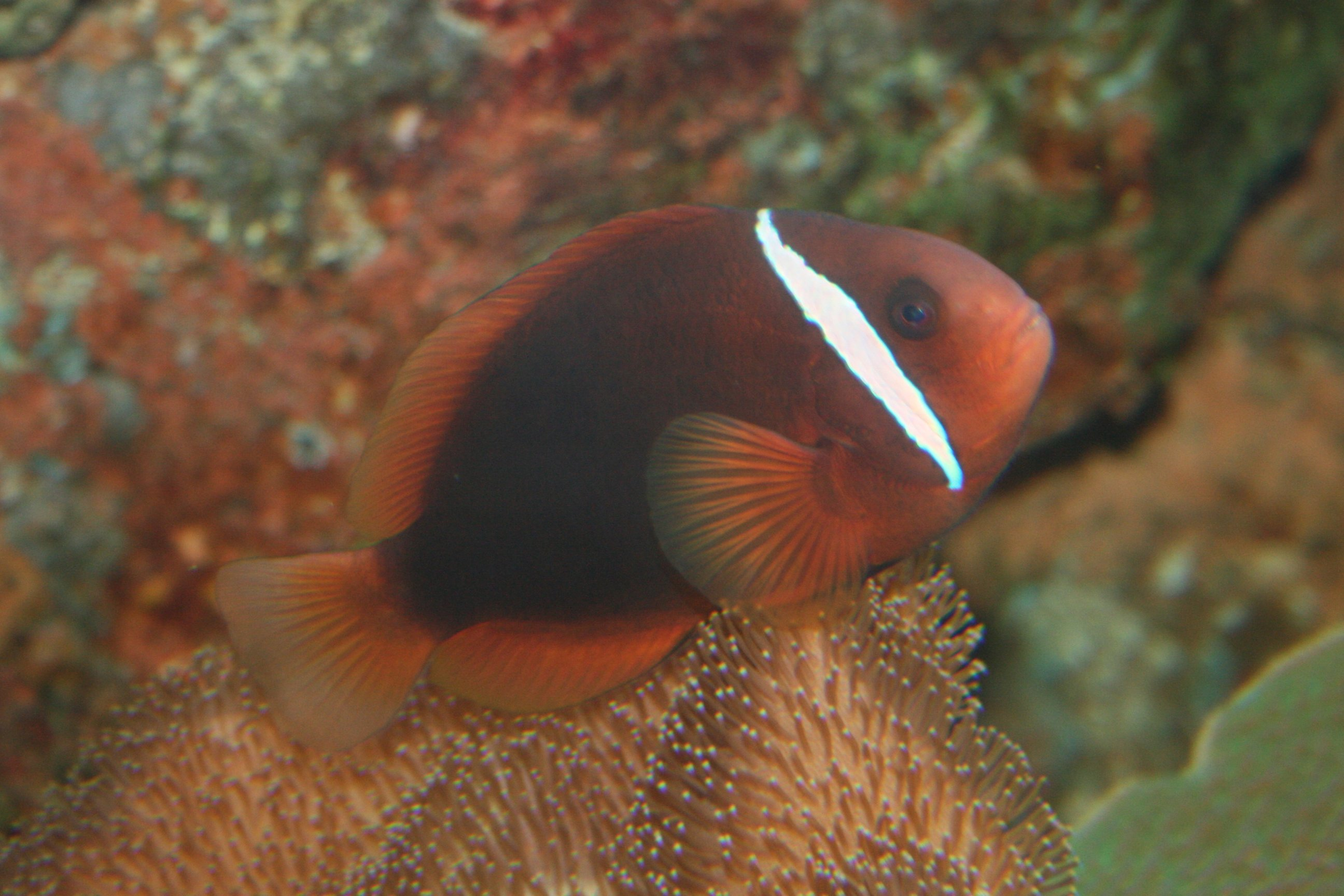

Vive in mutualismo con l'anemone Entacmaea quadricolor.

## Riproduzione
Specie monogama, A. frenatus è ermafrodita proterandromo: ogni esemplare, dalla nascita fino al raggiungimento dei 6,5 cm di lunghezza è maschio, dopodiché cambia sesso e diventa femmina. È specie ovipara: dopo la deposizione il maschio custodisce le uova fino alla schiusa.

## Alimentazione
Si nutre di piante acquatiche.

## Acquariofilia
A. frenatus è allevato e commercializzato comunemente per l'acquario marino.